# Becalel Smotrič
Becalel Joel Smotrič (hebrejsko בְּצַלְאֵל יוֹאֵל סְמוֹטְרִיץ׳), izraelski pravnik in politik, * 27. februar 1980, Haspin.
Od leta 2022 je izraelski minister za finance. Vodja skrajno desne Nacionalne verske stranke – verskega sionizma je bil prej poslanec kneseta iz vrst zavezništva Jamina.
Živi na Zahodnem bregu v naselbini, ki je po mednarodnem pravu nezakonita; poleg tega je bilo njegovo bivališče zgrajeno na črno, zunaj ožjega naselja. Smotričeva ekstremistična politika ter njegove pogosto rasistične in homofobne izjave so povzročile več polemik. Je zagovornik širjenja izraelskih naselbin na Zahodnem bregu, nasprotuje palestinski državnosti in zanika obstoj palestinskega ljudstva.

## Življenjepis
Becalel Smotrič se je rodil v Haspinu, verski izraelski naselbini na Golanski planoti, in odraščal v (po mednarodnem pravu nezakonitem) naselju Bejt El na okupiranem Zahodnem bregu. Njegov priimek izhaja iz ukrajinskega mesta Smotrič, kjer so po njegovih besedah živeli njegovi predniki. Njegov ded Jakov se je pred drugo svetovno vojno priselil v mandatno Palestino in nato izgubil starše - utonili so na ladji Alija Bet, ko je poskušala doseči Palestino. Njegova babica Bruria je preživela holokavst in se priselila v Izrael. Njegov ded Šimon je bil 13. generacija po rodu iz Jeruzalema, njegova babica Sara pa se je rodila v Metuli v družini sionističnih pionirjev.
Smotričev oče je bil ortodoksni rabin, sin se je versko izobraževal na Mercaz HaRav Kook, Jašlac in ješivi Kedumim. Med kratkim služenjem roka v izraelskih obrambnih silah je bil sekretar v operativnem oddelku generalštaba. Diplomiral je iz prava na akademskem kolegiju Ono in začel magisterij iz javnega in mednarodnega prava na Hebrejski univerzi v Jeruzalemu, vendar ga ni dokončal. Ima odvetniško licenco. Smotrič je ortodoksni Jud, poročen z Revital, s katero imata sedem otrok.  Družina živi zunaj naselja Kedumim na Zahodnem bregu, v hiši, ki je bila nezakonito zgrajena zunaj državnega zemljišča in v nasprotju z glavnim načrtom naselja.

## Politični aktivizem
Po besedah Jicaka Ilana, nekdanjega namestnika vodje varnostne službe Šin Bet, ki ga je takrat zasliševal, so leta 2005 ob protestih proti izraelskemu umiku iz Gaze aretirali Smotriča s 700 litri bencina, osumljenega sodelovanja v poskusu razstrelitve Ajalonske glavne ceste. V zaporu je bil tri tedne, vendar ga niso obtožili, ker ni hotel govoriti. Leta 2006 je soorganiziral "parado zveri" kot del protestov proti paradi ponosa v Jeruzalemu, čeprav je pozneje priznal, da mu je za incident žal.
Je soustanovitelj nevladne organizacije Regavim, ki spremlja in nadzoruje sodne postopke v izraelskem sodnem sistemu proti gradnjam Palestincev, beduinov in drugih Arabcev v Izraelu in na Zahodnem bregu brez izraelskih dovoljenj.

## Politična kariera
V pripravah na volitve v kneset leta 2015 je Smotrič osvojil drugo mesto na listi stranke Tkuma, za voditeljem stranke Urijem Arielom. Stranka je na volitvah nastopila v okviru zavezništva Judovski dom, Smotrič pa je bil na njeni listi za volitve osmi. Izvoljen je bil v kneset, saj je stranka osvojila osem sedežev. Leta 2018 je napovedal, da bo izzval Urija Ariela za položaj vodje frakcije Nacionalne unije. 14. januarja 2019 je Ariela prepričljivo premagal.
Imel naj bi ključno vlogo pri izraelski zakonodaji za legalizacijo priključitev palestinskih ozemelj in pri zakonu, ki zagovornikom gibanja BDS (bojkot, dezinvesticije, sankcije) prepoveduje vstop v Izrael.
Smotrič je sopredlagatelj sprememb zakonodaje, po katerih bi bilo treba pri obravnavanju pravnih zadev, o katerih ni mogoče odločati z zakonodajo ali sodnimi odločbami, upoštevati vire judovske verske tradicije, kot je tora.
Junija 2019 se je Smotrič potegoval za mesto ministra za pravosodje in dejal, da si prizadeva za resor za "obnovitev pravosodnega sistema tore". Premier Benjamin Netanjahu se je distanciral od komentarjev in na to mesto imenoval poslanca Amirja Ohana, ki je odkrit gej. Po poročanju Kanala 13 je Smotrič naknadno zaprosil za ministrstvo za diasporo, vendar mu položaja niso odobrili zaradi bojazni, da bi zaostril odnose med Izraelom in judovsko diasporo.